# فریتس شالویگ
فریتس شالویگ (انگلیسی: Fritz Schallwig; ۷ مهٔ ۱۸۹۰ – تاریخ ورودی نامعتبر است) دوچرخه‌سوار اهل آلمان بود.